# Ichneumon giganteus
Ichneumon giganteus (лат.) — вид наездников-ихневмонид рода Ichneumon из подсемейства Ichneumoninae (Ichneumonidae). Встречается в Лаосе. Видовое название giganteus связано с очень крупными размерами (до 3 см).

## Распространение
Юго-Восточная Азия: северо-восточный Лаос, провинция Хуапхан, Phon Pan (Mt.), на высотах 1350—1900 м.

## Описание
Наездники крупного размера, длина 23—30 мм; основная окраска чёрного цвета. Жгутик усика почти нитевидный, с 48—56 члениками; 1-й флагелломер в 2,5 раза длиннее своей ширины. Голова пунктированная. Висок сильно и вогнуто сужен за глазом. Затылочный киль пластинчатый. Апикальный край наличника почти прямой. Малярный промежуток 0,4 × ширины основания мандибул. Мандибула немодифицирована и с двумя зубцами; вентральный зубец заметно меньше дорсального. Генитальный киль достигает гипостомального киля далеко от основания мандибул.
Светлые отметины цвета слоновой кости на следующих частях тела: вентральные полосы на члениках жгутика 2—18, щупики, основании мандибул, боковая сторона наличника, треугольное пятно на лицевой орбите, лобной и вертикальной орбитах, щеке и внешней орбите в вентральной половине, скапус и педицель вентрально, проплеврон, шея, верхний край и вентральное пятно на переднеспинке, пятно на тегуле, субтегулярный гребень, две продольные парамедианные полосы на мезоскутуме, меньшее пятно на мезоплевре фронтально эпикнемиальному килю и большее пятно на центральном мезоплевре, заднемедиальное пятно на мезостернуме, скутеллуме и постскутеллуме, верхнее деление и пятно на метаплевроне, заднелатеральные метки на всех тергитах, пятна на передних и средних тазиках, вертлуги и трохантелли, пятна на апикальной 1/3 всех бёдер, голени и лапки, дорсальные и вентро-апикальные пятна на задних тазиках. Крылья с коричневатым оттенком; птеростигма черноватая.
Вид был впервые описан в 2023 году немецким энтомологом Маттиасом Риделем (Zoologische Staatssammlung München, Мюнхен, Германия) по материалам из Лаоса. Родственен виду Ichneumon leucogigas HeinricH, 1965, но отличается двумя продольными парамедианными полосами на мезоскутуме, заднелатеральными жёлтыми метками всех тергитов, включая 7-й, чёрным прескутеллярным гребнем и иной окраской проподеума.